# Teszik Tasz
Teszik Tasz (uzb. Teshik-Tosh) – jaskiniowe stanowisko archeologiczne położone w górach Boysuntov w Uzbekistanie, niedaleko Boysun. Stanowi jedno z najdalej wysuniętych na wschód stanowisk neandertalskich.
Jaskinia położona jest na wysokości 1600 m n.p.m. Została odkryta i przebadana w latach 1938–1939 przez Aleksieja Okładnikowa. W trakcie wykopalisk odsłonięto pięć warstw kulturowych związanych z pobytem ludności mustierskiej. Znaleziska fauny obejmują ponad 760 kości koziorożców syberyjskich. Wewnątrz jaskini odkryto także czaszkę i fragmenty szkieletu ok. 9-letniego dziecka neandertalskiego, datowane na ok. 70 tys. lat temu. Czaszka charakteryzuje się wydatnym łukiem brwiowym, cofniętym czołem, brakiem podbródka i stosunkowo dużą (ok. 1500 ml) objętością mózgu. Szczątki ułożone były w niewielkim zagłębieniu i otoczone rogami koziorożców, co sugeruje intencjonalny pochówek.